# Colette Alliot-Lugaz
Colette Alliot-Lugaz (née le 20 janvier 1947) est une soprano française, particulièrement associée à Mozart.

## Carrière
Née à  Notre-Dame-de-Bellecombe, elle a commencé ses études musicales à Bonneville (Haute Savoie), et plus tard à Genève, avec Magda Fonay-Besson. Elle a poursuivi son apprentissage à Paris à l'Opéra-Studio avec René Koster et Vera Rosza. Colette Alliot-Lugaz a fait ses débuts sur scène en Pamina, dans une production de La Flûte enchantée de l'Opéra-Studio, en 1976.
Bien que Mozart soit toujours resté au cœur de son répertoire (Susanna, Zerlina), elle a peu à peu ajouté des rôles comme Rosina, Annchen, Véronique, ainsi que de nombreux rôles dans des opéras de Monteverdi, Rameau, Marc-Antoine Charpentier, André Messager, Rossini, Carl Maria von Weber et Haydn.
Colette Alliot-Lugaz a rejoint l'Opéra national de Lyon, où elle a chanté une mémorable Mélisande en 1980. L'année suivante elle est Jonathas dans David et Jonathas de Marc-Antoine Charpentier, dirigé par Michel Corboz. Elle est aussi apparue au Palais Garnier, à La Monnaie de Bruxelles, au Festival d'Aix-en-Provence, au Festival de La Chaise-Dieu et au Festival de Glyndebourne.
On a pu l'entendre chanter « la voix d'en haut » dans la production de Mireille de Gounod au Grand Théâtre de Genève en 1981 sous la baguette de Sylvain Cambreling.
Elle a créé le rôle du Page dans La Passion de Gilles de Philippe Boesmans en 1983 et s'est produite sur la scène de l'Opéra Bastille dans le rôle de Siebel dans le Faust de Gounod en 1992.
Elle a participé à l'exhumation de l'opéra-bouffe l'Étoile d'Emmanuel Chabrier sous la direction de John Eliot Gardiner à l'Opéra de Lyon, à l'origine d'un enregistrement discographique publié chez EMI, qui réunissait également Gabriel Bacquier, Magali Damonte et Guilaine Raphanel. L'œuvre avait été créée au Théâtre des Bouffes-Parisiens en 1877.
Toujours sous la direction de John Eliot Gardiner, elle participe à l'enregistrement des Brigands de Jacques Offenbach avec Tibère Raffali, et, surtout, elle incarne une merveilleuse Jacqueline dans Fortunio d'André Messager. Elle est Javotte dans l'enregistrement de Manon de Massenet réalisé par Michel Plasson avec Alfredo Kraus.

## Discographie sélective
- Marc-Antoine Charpentier, Missa Assumpta est Maria H.11, Dialogus inter Christium et peccatores H.425, Colette Alliot-Lugaz, Lynda Russel, Judith Nelson, sopranos, Richard Jackson, Eriann Rayner Cook, basses, John York-Skinner, contre-ténor, Michael Goldthorpe, ténor, Festival Chorus, English Bach Festival Baroque Orchestra. LP Erato (enregistré à All Saints Church Tooting Graveney - Londres mars 1978).
- Marc-Antoine Charpentier, Judith H.391, Colette Alliot-Lugaz, Lynda Russel, sopranos, John York-Skinner, contre-ténor, Anthony Roden, Michael Goldthorpe, ténors, John Tomlinson, Richard Jackson, basses, English Bach Festival Chorus, English Bach Festival Baroque Orchestra, LP Erato STU 71282 (enregistré à All Saints Church Tooting Graveney - Londres mars 1979).
- Marc-Antoine Charpentier, David et Jonathas, Paul Esswood (David), Colette Alliot-Lugaz (Jonathas), Philippe Huttenlocher (Saül), Roger Soyer (Achis), René Jacobs (La Pythonisse), Maitrise de l'Opéra national de Lyon, English Bach Festival Baroque Orchestra, dir. Michel Corboz - 2 LP STU 71435, Erato / 2 CD ECD 71435 Erato. 1982 report 2010